# Christian Ditlev von Holstein
Christian Ditlev von Holstein (6. marts 1707 – 20. maj 1760) var en dansk greve og embedsmand, søn af storkansler Ulrik Adolf Holstein, far til Ulrik Adolf Holstein.
Holstein udnævntes 1725 til kammerjunker og beskikkedes 1728 til amtmand over Flensborg Amt. 1729 udnævntes han til hvid ridder, 1734 til virkelig landråd, 1744 til gehejmeråd og 1754 til gehejmekonferensråd. 1758 fik han ordenen l'union parfaite. Holstein ægtede 29. oktober 1729 Catharine Elisabeth von Holstein (30. august 1712 – 8. marts 1750), datter af oberst Hans Joachim von Holstein til Fresenburg.